# NiXenMeeR

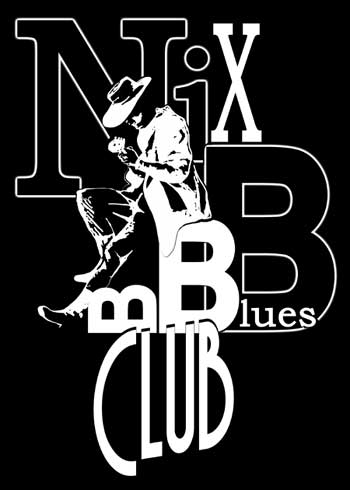
Logo

NiXenMeerR (voorheen: NiX BBBlues Club, NiX Podium) is van oorsprong een blues- en poppodium in Enschede.

## Oprichting
De club werd in 2000 opgericht als NiX BBBlues Club, door de broers Jan Wobben (1949-2011) en Chris Wobben.  In Enschede bestond er op dat moment nog niets op dit gebied. De twee letters B stonden voor Beer en Bikes.
In 2011 werd de naam NiX BBBlues Club veranderd in NiX Podium omdat er wekelijks ook livemuziek in genres als roots, jazz, rockabilly, country en soul voorbijkwam.
In 2013 wijzigde de naam in NiXenMeeR en werd het podium uitgebreid met "Bier en wijn Experience" en met een "Singer/Songwriterpodium".

## Optredens
In oktober 2015, trad Americana singer-songwriter Jeff Finlin op.

## Festival

### NiX Blues Night
NiXenMeerR organiseert sinds 2004 jaarlijks in Enschede de NiX Blues Night (voorheen: NiX BBBlues Festival Enschede) op de Oude Markt. Sinds 2010 of eerder maakt het festival deel uit van het zes-dagen lang Grolsch Summer Sounds evenement, waarbij NiX Blues Night het evenement op de laatste dag afsluit.
- NiX Blues Festival 2004, op 22 juli 2004, met optredens van o.a. The Wildcards.[11]
- NiX Blues Night 2011, op 18 augustus 2011.[12]
- NiX Blues Night 2012, op 16 augustus 2012, met optreden van Shiner Twins.[13][14][15]
- NiX Blues Nighr 2014, op 14 augustus 2014, met optreden van Laurence Jones.[9][10]
- NiX Blues Night 2015, op 13 augustus 2015.[8][16]
- NiX Blues Night 2017, op 10 augustus 2017, met afsluitend optreden van Laurence Jones.[17]
- NiX Blues Night 2019, op 8 augustus 2019.[18][19]

### Drijf-In
Ook organiseert NiXenMeerR jaarlijks het derde weekend van augustus het Drijf-In Bluesfestival tijdens de Muziek in Giethoorn-maand in Giethoorn.